# Méliphage à pendeloques
Anthochaera paradoxa
Espèce
Statut de conservation UICN

 LC  : Préoccupation mineure
Le Méliphage à pendeloques (Anthochaera paradoxa) est une espèce d'oiseaux passériformes, endémique de Tasmanie.
Il fréquente les forêts tempérées.

## Sous-espèces
D'après Alan P. Peterson, il en existe deux sous-espèces :
- Anthochaera paradoxa kingi (Mathews) 1925 — île King
- Anthochaera paradoxa paradoxa (Daudin) 1800